# Kozmetika
Kozmetika je pojam koji se odnosi na substance čiji je cilj povećati ili zaštititi izgled ili miris ljudskog tijela. Ponekad se kozmetika koristi uklanjanje ili prikrivanje određenih fizikalnih oštećenja ili određenih fizičkih nedostataka kod nekih osoba. Također postoji posebna vrsta kozmetike koja je dostupna u prirodnom obliku (npr. kao ljekovito bilje). Kozmetika je nekoć, sve do 19. stoljeća, sadržavala opasne sastojke, koji su vrlo često bili smrtonosni.

## Vrste
Kozmetika uključuje kreme za zaštitu kože, losione, pudere, parfeme, ruževe za usne, lakove za nokte, kozmetiku za oči i lice, trajnu, kontaktne leće u boji, boje za kosu, sprejove i gelove za kosu, dezodoranse, dječje proizvode, kupke, ulja za kupanje, soli za kupanje te mnoge druge tipove proizvoda.
Njihova upotreba je široko raširena, uglavnom među ženama u zapadnjačkim zemljama. Kozmetička sredstva mogu biti fizikalna, kemijska i biološka.

## Proizvodnja
Podskup kozmetike zove se "šminka" te se prvenstveno odnosi na produkte u boji koji su ponajviše namijenjeni promjeni izgleda osobe koja koristi kozmetiku. Tržište kozmetike ostaje u velikoj mjeri zbog stabilne ekonomske krize, npr. za vrijeme 2. Svjetskog rata u Velikoj Britaniji i SAD-u.
Proizvodnja kozmetike je trenutačno pod dominacijom maloga broja multinacionalnih kompanija nastalih početkom 20. stoljeća, dok je distribucija i prodaja kozmetike raširena među velikim spektrom raznih poduzeća. U Sjedinjenim Američkim Državama, u 20. stoljeću, kozmetika su često bile koristile vrlo mlade djevojake.

## Zdravlje
U nekim proizvodima se nalaze sastojci na koje mogu biti alergične neke osobe. Kozmetika je bila testirana na životinjama, a utvrđeno je da se, nakon tjedna aktivnosti estrogena, aktiviraju xenoestrogeni.